# Patagonium concinnum
Patagonium concinnum là một loài thực vật có hoa trong họ Đậu. Loài này được (Phil.) Reiche mô tả khoa học đầu tiên năm 1897.